# Steaua (revistă)
Steaua, denumită pe larg „Steaua literară, artistică și culturală”, este o revistă de literatură, cultură și spiritualitate românească din Cluj-Napoca, cu apariție lunară, editată de Uniunea Scriitorilor din România cu sprijinul Ministerului Afacerilor Externe și al Ministerului Culturii și Patrimoniului Național.
Revista a fost înființată în decembrie 1949. Între anii 1949-1954 apare cu titlul Almanahul literar.

Primul redactor-șef al revistei „Steaua” a fost A. E. Baconsky (1955-1958), urmat din 1959 de Aurel Rău. 

## Redacția
- Director: Ovidiu Pecican (din iulie 2021)
- Redactor-șef/ Director: Adrian Popescu (până în decembrie 2020)
- Redactor-șef adjunct: Ruxandra Cesereanu (până în iunie 2021)
- Redactori: Victor Cubleșan, Vlad Moldovan, Radu Toderici
- Redactor asociat: Virgil Mihaiu

## Consiliul consultativ
Irina Petraș, Ion Pop, Adrian Popescu, Nicolae Prelipceanu, Aurel Rău